# Jason Cooper
Jason Cooper (ur. 31 stycznia 1967) – brytyjski muzyk rockowy, perkusista grupy The Cure.
Do The Cure dołączył w czerwcu 1995 dzięki ogłoszeniu z prasy. Zespół poszukiwał wówczas perkusisty w miejsce Borisa Williamsa, który wcześniej zrezygnował z bycia członkiem grupy. Grupa umieściła w gazecie nieco żartobliwe ogłoszenie "Znany zespół poszukuje perkusisty. Żadnych metalowców!", na które Cooper odpowiedział.
Wcześniej Cooper grał też w zespołach My Life Story i Doreen Doreen.